# Verdon, Marne

Verdon este o comună în departamentul Marne, Franța. În 2009 avea o populație de 177 de locuitori.